# Convocações para o Campeonato Mundial de Voleibol Masculino de 2022
Este artigo lista os convocados para o Campeonato Mundial de Voleibol Masculino de 2022, competição esta que foi realizada na Polônia e Eslovênia, entre 26 de agosto e 11 de setembro de 2022.
As equipes podem participar de competições da FIVB com uma delegação composta por um máximo de 14 jogadores.

## Grupo A

### Porto Rico
A seguir a lista dos atletas porto-riquenhos convocados para o Campeonato Mundial de Voleibol Masculino de 2022.
| N.º | Jogador                | Altura (m) | Pos |
| --- | ---------------------- | ---------- | --- |
| 2   | Klistan Lawrence Vidal | 1,96       | C   |
| 3   | Omar Hoyos             | 1,96       | O   |
| 4   | Dennis Del Valle       | 1,75       | LB  |
| 5   | Pedro Nieves           | 1,98       | C   |
| 6   | Gregory Torres Cruzado | 1,91       | P   |

| N.º | Jogador         | Altura (m) | Pos |
| --- | --------------- | ---------- | --- |
| 7   | Arturo Iglesias | 1,97       | L   |
| 8   | Kevin López     | 1,98       | P   |
| 9   | Pedro Molina    | 1,92       | P   |
| 12  | Arnel Cabrera   | 1,89       | LB  |
| 13  | Roque Nido      | 1,86       | L   |

| N.º                       | Jogador            | Altura (m) | Pos |
| ------------------------- | ------------------ | ---------- | --- |
| 14                        | Pelegrín Vargas    | 1,93       | O   |
| 15                        | Jonathan Rodríguez | 1,98       | C   |
| 17                        | Ismael Alomar      | 1,89       | C   |
| 18                        | Antonio Elias      | 1,93       | C   |
| Técnico: Oswald Antonetti |                    |            |     |

### Sérvia
A seguir a lista dos atletas sérvios convocados para o Campeonato Mundial de Voleibol Masculino de 2022.
| N.º | Jogador          | Altura (m) | Pos |
| --- | ---------------- | ---------- | --- |
| 2   | Uroš Kovačević   | 1,97       | P   |
| 4   | Nemanja Petrić   | 2,02       | P   |
| 5   | Milan Katić      | 2,01       | LB  |
| 6   | Nikola Peković   | 1,75       | LB  |
| 7   | Petar Krsmanović | 2,05       | C   |

| N.º | Jogador                 | Altura (m) | Pos |
| --- | ----------------------- | ---------- | --- |
| 8   | Marko Ivović            | 1,94       | P   |
| 9   | Nikola Jovović          | 1,97       | L   |
| 12  | Pavle Perić             | 2,07       | P   |
| 14  | Aleksandar Atanasijević | 2,00       | O   |
| 15  | Nemanja Mašulović       | 2,05       | C   |

| N.º                     | Jogador           | Altura (m) | Pos |
| ----------------------- | ----------------- | ---------- | --- |
| 18                      | Marko Podraščanin | 2,04       | C   |
| 20                      | Srećko Lisinac    | 2,05       | C   |
| 21                      | Vuk Todorović     | 1,90       | L   |
| 33                      | Dušan Petković    | 2,02       | O   |
| Técnico: Igor Kolaković |                   |            |     |

### Tunísia
A seguir a lista dos atletas tunisianos convocados para o Campeonato Mundial de Voleibol Masculino de 2022.
| N.º | Jogador                       | Altura (m) | Pos |
| --- | ----------------------------- | ---------- | --- |
| 2   | Ahmed Kadhi                   | 1,99       | C   |
| 3   | Khaled Ben Slimene            | 1,96       | L   |
| 6   | Mohamed Ali Ben Othmen Miladi | 1,90       | P   |
| 7   | Elyes Karamosli               | 1,98       | P   |
| 8   | Yassine Abdelhedi             | 2,06       | P   |

| N.º | Jogador         | Altura (m) | Pos |
| --- | --------------- | ---------- | --- |
| 9   | Omar Agrebi     | 2,05       | C   |
| 10  | Hamza Nagga     | 1,91       | O   |
| 12  | Rami Bennour    | 1,86       | L   |
| 13  | Selim Mbareki   | 2,00       | C   |
| 16  | Mehdi Ben Tahar | 2,04       | C   |

| N.º                       | Jogador         | Altura (m) | Pos |
| ------------------------- | --------------- | ---------- | --- |
| 18                        | Ali Bongui      | 2,01       | O   |
| 19                        | Aymen Bouguerra | 1,98       | P   |
| 20                        | Saddem Hmissi   | 1,86       | LB  |
| 21                        | Taieb Korbosli  | 1,88       | LB  |
| Técnico: Antonio Giacobbe |                 |            |     |

### Ucrânia
A seguir a lista dos atletas ucranianos convocados para o Campeonato Mundial de Voleibol Masculino de 2022.
| N.º | Jogador          | Altura (m) | Pos |
| --- | ---------------- | ---------- | --- |
| 1   | Timofii Poluian  | 1,98       | P   |
| 2   | Maksym Drozd     | 2,10       | C   |
| 4   | Oleh Shevchenko  | 1,94       | P   |
| 5   | Oleh Plotnytskyi | 1,95       | P   |
| 7   | Horden Brova     | 1,90       | LB  |

| N.º | Jogador             | Altura (m) | Pos |
| --- | ------------------- | ---------- | --- |
| 9   | Volodymyr Ostapenko | 1,98       | C   |
| 10  | Yurii Semeniuk      | 2,10       | C   |
| 12  | Denys Fomin         | 1,77       | P   |
| 13  | Vasyl Tupchii       | 1,96       | O   |
| 14  | Illia Kovalov       | 1,98       | P   |

| N.º                    | Jogador           | Altura (m) | Pos |
| ---------------------- | ----------------- | ---------- | --- |
| 15                     | Vitalii Shchytkov | 1,88       | L   |
| 19                     | Dmytro Kanaiev    | 1,75       | LB  |
| 21                     | Yevhenii Kisiliuk | 1,97       | P   |
| 22                     | Yurii Synytsia    | 1,95       | L   |
| Técnico: Uģis Krastiņš |                   |            |     |

## Grupo B

### Brasil
A seguir a lista dos atletas brasileiros convocados para o Campeonato Mundial de Voleibol Masculino de 2022.
| N.º | Jogador            | Altura (m) | Pos |
| --- | ------------------ | ---------- | --- |
| 1   | Bruno Rezende      | 1,90       | L   |
| 6   | Adriano Cavalcante | 2,01       | P   |
| 8   | Wallace de Souza   | 1,98       | O   |
| 9   | Yoandy Leal        | 2,01       | P   |
| 11  | Rodrigo Leão       | 1,99       | P   |

| N.º | Jogador           | Altura (m) | Pos |
| --- | ----------------- | ---------- | --- |
| 14  | Fernando Kreling  | 1,85       | L   |
| 15  | Maique Nascimento | 1,87       | LB  |
| 16  | Lucas Saatkamp    | 2,09       | C   |
| 17  | Thales Hoss       | 1,90       | LB  |
| 18  | Ricardo Lucarelli | 1,96       | P   |

| N.º                      | Jogador            | Altura (m) | Pos |
| ------------------------ | ------------------ | ---------- | --- |
| 19                       | Leandro dos Santos | 2,00       | C   |
| 21                       | Felipe Roque       | 2,12       | O   |
| 23                       | Flávio Gualberto   | 2,00       | C   |
| 28                       | Darlan Souza       | 1,93       | O   |
| Técnico: Renan Dal Zotto |                    |            |     |

### Catar
A seguir a lista dos atletas catarenses convocados para o Campeonato Mundial de Voleibol Masculino de 2022.
| N.º | Jogador             | Altura (m) | Pos |
| --- | ------------------- | ---------- | --- |
| 1   | Youssef Oughlaf     | 2,03       | O   |
| 3   | Mahmoud Assam Ahmed | 1,96       | LB  |
| 4   | Renan Ribeiro       | 1,93       | P   |
| 5   | Sulaiman Saad       | 1,82       | LB  |
| 6   | Bojan Djukic        | 1,93       | P   |

| N.º | Jogador               | Altura (m) | Pos |
| --- | --------------------- | ---------- | --- |
| 7   | Belal Nabel Abunabot  | 2,00       | C   |
| 9   | Miloš Stevanović      | 1,92       | L   |
| 10  | Nadir Ababacar Sadikh | 1,95       | P   |
| 11  | Nikola Vasić          | 1,90       | P   |
| 12  | Mubarak Dahi          | 2,01       | O   |

| N.º                         | Jogador                    | Altura (m) | Pos |
| --------------------------- | -------------------------- | ---------- | --- |
| 14                          | Abdullah Hassanein         | 1,90       | L   |
| 16                          | Ibrahim Ibrahim            | 2,06       | C   |
| 17                          | Gamal Ahmed Noaman         | 2,02       | C   |
| 21                          | Abdulwahid Wagihalla Osman | 1,95       | C   |
| Técnico: Camilo Andres Soto |                            |            |     |

### Cuba
A seguir a lista dos atletas cubanos convocados para o Campeonato Mundial de Voleibol Masculino de 2022.
| N.º | Jogador           | Altura (m) | Pos |
| --- | ----------------- | ---------- | --- |
| 2   | Osniel Melgarejo  | 1,97       | P   |
| 4   | Michael Sánchez   | 2,06       | O   |
| 5   | Javier Concepción | 2,00       | C   |
| 7   | Yonder García     | 1,78       | LB  |
| 9   | Liván Osoria      | 2,01       | C   |

| N.º | Jogador                | Altura (m) | Pos |
| --- | ---------------------- | ---------- | --- |
| 10  | Miguel David Gutiérrez | 1,99       | O   |
| 11  | Lyvan Taboada          | 1,91       | L   |
| 12  | Jesús Herrera Jaime    | 1,96       | O   |
| 13  | Robertlandy Simón      | 2,08       | C   |
| 14  | Adrián Goide           | 1,92       | L   |

| N.º                    | Jogador               | Altura (m) | Pos |
| ---------------------- | --------------------- | ---------- | --- |
| 18                     | Miguel Ángel López    | 1,90       | P   |
| 22                     | José Miguel Gutiérrez | 1,94       | P   |
| 23                     | Marlon Yant Herrera   | 2,04       | P   |
| 24                     | Alain Gourguet Salas  | 1,89       | LB  |
| Técnico: Nicolas Vives |                       |            |     |

### Japão
A seguir a lista dos atletas japoneses convocados para o Campeonato Mundial de Voleibol Masculino de 2022.
| N.º | Jogador          | Altura (m) | Pos |
| --- | ---------------- | ---------- | --- |
| 1   | Yūji Nishida     | 1,87       | O   |
| 2   | Taishi Onodera   | 2,01       | C   |
| 5   | Tatsunori Otsuka | 1,94       | P   |
| 6   | Akihiro Yamauchi | 2,04       | C   |
| 7   | Kenta Takanashi  | 1,90       | P   |

| N.º | Jogador         | Altura (m) | Pos |
| --- | --------------- | ---------- | --- |
| 8   | Masahiro Sekita | 1,75       | L   |
| 9   | Masaki Oya      | 1,78       | L   |
| 12  | Ran Takahashi   | 1,88       | P   |
| 13  | Tomohiro Ogawa  | 1,75       | LB  |
| 14  | Yūki Ishikawa   | 1,91       | P   |

| N.º                     | Jogador           | Altura (m) | Pos |
| ----------------------- | ----------------- | ---------- | --- |
| 16                      | Kento Miyaura     | 1,90       | O   |
| 20                      | Tomohiro Yamamoto | 1,71       | LB  |
| 23                      | Shunichiro Sato   | 2,04       | C   |
| 26                      | Go Murayama       | 1,91       | C   |
| Técnico: Philippe Blain |                   |            |     |

## Grupo C

### Bulgária
A seguir a lista dos atletas búlgaros convocados para o Campeonato Mundial de Voleibol Masculino de 2022.
| N.º | Jogador          | Altura (m) | Pos |
| --- | ---------------- | ---------- | --- |
| 1   | Denis Karyagin   | 2,02       | P   |
| 2   | Stefan Chavdarov | 2,05       | C   |
| 3   | Nikolay Kolev    | 2,04       | C   |
| 4   | Martin Atanasov  | 2,00       | P   |
| 5   | Svetoslav Gotsev | 2,05       | C   |

| N.º | Jogador           | Altura (m) | Pos |
| --- | ----------------- | ---------- | --- |
| 7   | Dobromir Dimitrov | 1,97       | L   |
| 8   | Todor Skrimov     | 1,91       | P   |
| 9   | Georgi Seganov    | 1,98       | L   |
| 11  | Aleks Grozdanov   | 2,08       | C   |
| 14  | Asparuh Asparuhov | 2,00       | P   |

| N.º                        | Jogador            | Altura (m) | Pos |
| -------------------------- | ------------------ | ---------- | --- |
| 16                         | Vladislav Ivanov   | 1,88       | LB  |
| 18                         | Svetoslav Ivanov   | 1,94       | P   |
| 19                         | Tsvetan Sokolov    | 2,06       | O   |
| 23                         | Aleksandar Nikolov | 2,05       | P   |
| Técnico: Nikolay Jeliazkov |                    |            |     |

### Estados Unidos
A seguir a lista dos atletas norte-americanos convocados para o Campeonato Mundial de Voleibol Masculino de 2022.
| N.º | Jogador          | Altura (m) | Pos |
| --- | ---------------- | ---------- | --- |
| 1   | Matthew Anderson | 2,04       | O   |
| 2   | Aaron Russell    | 2,05       | P   |
| 4   | Jeffrey Jendryk  | 2,08       | C   |
| 5   | Kyle Ensing      | 2,01       | O   |
| 8   | Torey DeFalco    | 1,98       | P   |

| N.º | Jogador            | Altura (m) | Pos |
| --- | ------------------ | ---------- | --- |
| 11  | Micah Christenson  | 1,98       | L   |
| 15  | Kyle Russell       | 2,05       | O   |
| 16  | Joshua Tuaniga     | 1,91       | L   |
| 18  | Garrett Muagututia | 1,96       | P   |
| 19  | Taylor Averill     | 2,01       | C   |

| N.º                  | Jogador      | Altura (m) | Pos |
| -------------------- | ------------ | ---------- | --- |
| 20                   | David Smith  | 2,02       | C   |
| 21                   | Mason Briggs | 1,83       | LB  |
| 22                   | Erik Shoji   | 1,84       | LB  |
| 23                   | Cody Kessel  | 1,97       | P   |
| Técnico: John Speraw |              |            |     |

### México
A seguir a lista dos atletas mexicanos convocados para o Campeonato Mundial de Voleibol Masculino de 2022.
| N.º | Jogador                  | Altura (m) | Pos |
| --- | ------------------------ | ---------- | --- |
| 1   | José Mendoza Perdomo     | 1,70       | LB  |
| 3   | Hiram Bravo Moreno       | 1,73       | LB  |
| 4   | Raynel Ferrán Romero     | 1,90       | P   |
| 6   | Josué López Rios         | 2,00       | P   |
| 7   | Diego González Castañeda | 2,02       | O   |

| N.º | Jogador                  | Altura (m) | Pos |
| --- | ------------------------ | ---------- | --- |
| 8   | Edgar Mendoza Burgueño   | 1,97       | L   |
| 9   | Axel Tellez Rodriguez    | 2,03       | C   |
| 12  | Mauro Fuentes Rascón     | 1,91       | P   |
| 14  | Jonathan Martínez García | 1,97       | C   |
| 15  | Christian Aranda         | 1,90       | L   |

| N.º                        | Jogador                | Altura (m) | Pos |
| -------------------------- | ---------------------- | ---------- | --- |
| 16                         | Miguel Chávez Pasos    | 2,02       | C   |
| 18                         | Yasutaka Sanay Heredia | 1,86       | P   |
| 20                         | Luis Hernández Baca    | 2,00       | O   |
| 21                         | Brandon López Ríos     | 1,97       | C   |
| Técnico: Jorge Azair López |                        |            |     |

### Polônia
A seguir a lista dos atletas poloneses convocados para o Campeonato Mundial de Voleibol Masculino de 2022.
| N.º | Jogador          | Altura (m) | Pos |
| --- | ---------------- | ---------- | --- |
| 3   | Jakub Popiwczak  | 1,80       | LB  |
| 5   | Łukasz Kaczmarek | 2,04       | O   |
| 6   | Bartosz Kurek    | 2,05       | O   |
| 7   | Karol Kłos       | 2,01       | C   |
| 12  | Grzegorz Łomacz  | 1,87       | L   |

| N.º | Jogador           | Altura (m) | Pos |
| --- | ----------------- | ---------- | --- |
| 14  | Aleksander Śliwka | 1,98       | P   |
| 15  | Jakub Kochanowski | 1,99       | C   |
| 16  | Kamil Semeniuk    | 1,94       | P   |
| 17  | Paweł Zatorski    | 1,84       | LB  |
| 18  | Bartosz Kwolek    | 1,93       | P   |

| N.º                   | Jogador         | Altura (m) | Pos |
| --------------------- | --------------- | ---------- | --- |
| 19                    | Marcin Janusz   | 1,95       | L   |
| 20                    | Mateusz Bieniek | 2,10       | C   |
| 21                    | Tomasz Fornal   | 2,00       | P   |
| 72                    | Mateusz Poręba  | 2,03       | C   |
| Técnico: Nikola Grbić |                 |            |     |

## Grupo D

### Alemanha
A seguir a lista dos atletas alemães convocados para o Campeonato Mundial de Voleibol Masculino de 2022.
| N.º | Jogador            | Altura (m) | Pos |
| --- | ------------------ | ---------- | --- |
| 1   | Christian Fromm    | 2,04       | P   |
| 3   | Ruben Schott       | 1,92       | P   |
| 5   | Moritz Reichert    | 1,95       | P   |
| 7   | David Sossenheimer | 1,93       | P   |
| 10  | Julian Zenger      | 1,90       | LB  |

| N.º | Jogador          | Altura (m) | Pos |
| --- | ---------------- | ---------- | --- |
| 11  | Lukas Kampa      | 1,96       | L   |
| 14  | Moritz Karlitzek | 1,91       | P   |
| 17  | Jan Zimmermann   | 1,90       | L   |
| 18  | Florian Krage    | 2,04       | C   |
| 20  | Linus Weber      | 2,01       | O   |

| N.º                       | Jogador       | Altura (m) | Pos |
| ------------------------- | ------------- | ---------- | --- |
| 21                        | Tobias Krick  | 2,11       | C   |
| 22                        | Tobias Brand  | 1,95       | P   |
| 25                        | Lukas Maase   | 2,12       | O   |
| 45                        | Jakob Günthör | 2,10       | C   |
| Técnico: Michał Winiarski |               |            |     |

### Camarões
A seguir a lista dos atletas camaroneses convocados para o Campeonato Mundial de Voleibol Masculino de 2022.
| N.º | Jogador             | Altura (m) | Pos |
| --- | ------------------- | ---------- | --- |
| 1   | Élie Badawe Djakode | 1,90       | P   |
| 2   | Ahmed Awal Mbutngam | 1,92       | L   |
| 3   | Arnaud Amabaya      | 1,90       | L   |
| 5   | Joseph-Hervé Kofané | 2,06       | C   |
| 6   | Sem Dolegombai      | 2,00       | C   |

| N.º | Jogador                    | Altura (m) | Pos |
| --- | -------------------------- | ---------- | --- |
| 8   | Christophe Mandeng Adjessa | 1,98       | C   |
| 9   | Cédric Bitouna             | 2,00       | O   |
| 10  | Didier Sali Hilé           | 1,92       | P   |
| 11  | Jérémie Deffo Sobwen       | 1,92       | P   |
| 12  | Kévin Bassoko              | 1,83       | LB  |

| N.º                      | Jogador           | Altura (m) | Pos |
| ------------------------ | ----------------- | ---------- | --- |
| 14                       | Yaoussia Kavogo   | 1,92       | P   |
| 15                       | Yvan Arthur Kody  | 2,15       | O   |
| 18                       | Nelson Ayong Djam | 1,91       | LB  |
| 20                       | Christian Voukeng | 2,05       | C   |
| Técnico: Guy-Roger Nanga |                   |            |     |

### Eslovênia
A seguir a lista dos atletas eslovenos convocados para o Campeonato Mundial de Voleibol Masculino de 2022.
| N.º | Jogador         | Altura (m) | Pos |
| --- | --------------- | ---------- | --- |
| 1   | Tonček Štern    | 2,00       | O   |
| 2   | Alen Pajenk     | 2,03       | C   |
| 4   | Jan Kozamernik  | 2,03       | C   |
| 6   | Mitja Gasparini | 2,01       | O   |
| 9   | Dejan Vinčić    | 2,00       | L   |

| N.º | Jogador          | Altura (m) | Pos |
| --- | ---------------- | ---------- | --- |
| 10  | Sašo Štalekar    | 2,14       | C   |
| 11  | Danijel Koncilja | 2,01       | C   |
| 12  | Jan Klobučar     | 1,94       | P   |
| 13  | Jani Kovačič     | 1,86       | LB  |
| 14  | Žiga Štern       | 1,93       | P   |

| N.º                     | Jogador       | Altura (m) | Pos |
| ----------------------- | ------------- | ---------- | --- |
| 16                      | Gregor Ropret | 1,92       | L   |
| 17                      | Tine Urnaut   | 1,99       | P   |
| 18                      | Klemen Čebulj | 2,02       | P   |
| 19                      | Rok Možič     | 2,00       | P   |
| Técnico: Gheorghe Crețu |               |            |     |

### França
A seguir a lista dos atletas franceses convocados para o Campeonato Mundial de Voleibol Masculino de 2022.
| N.º | Jogador               | Altura (m) | Pos |
| --- | --------------------- | ---------- | --- |
| 1   | Barthélémy Chinenyeze | 2,02       | C   |
| 2   | Jenia Grebennikov     | 1,88       | LB  |
| 4   | Jean Patry            | 2,07       | O   |
| 6   | Benjamin Toniutti     | 1,83       | L   |
| 7   | Kévin Tillie          | 1,98       | P   |

| N.º | Jogador         | Altura (m) | Pos |
| --- | --------------- | ---------- | --- |
| 9   | Earvin N'Gapeth | 1,94       | P   |
| 11  | Antoine Brizard | 1,96       | L   |
| 12  | Stéphen Boyer   | 1,96       | O   |
| 14  | Nicolas Le Goff | 2,03       | C   |
| 15  | Médéric Henry   | 2,12       | C   |

| N.º                   | Jogador          | Altura (m) | Pos |
| --------------------- | ---------------- | ---------- | --- |
| 17                    | Trévor Clévenot  | 1,99       | P   |
| 19                    | Yacine Louati    | 1,98       | P   |
| 20                    | Benjamin Diez    | 1,83       | LB  |
| 25                    | Quentin Jouffroy | 2,03       | C   |
| Técnico: Andrea Giani |                  |            |     |

## Grupo E

### Canadá
A seguir a lista dos atletas canadenses convocados para o Campeonato Mundial de Voleibol Masculino de 2022.
| N.º | Jogador       | Altura (m) | Pos |
| --- | ------------- | ---------- | --- |
| 3   | Derek Epp     | 1,96       | L   |
| 4   | Nicholas Hoag | 2,00       | P   |
| 5   | Eric Loeppky  | 1,97       | P   |
| 7   | Stephen Maar  | 1,99       | P   |
| 8   | Brett Walsh   | 1,95       | L   |

| N.º | Jogador          | Altura (m) | Pos |
| --- | ---------------- | ---------- | --- |
| 10  | Ryan Sclater     | 2,00       | O   |
| 11  | Pearson Eshenko  | 2,05       | C   |
| 12  | Lucas Van Berkel | 2,10       | C   |
| 17  | Ryley Barnes     | 2,00       | LB  |
| 19  | Brodie Hofer     | 1,99       | P   |

| N.º                    | Jogador         | Altura (m) | Pos |
| ---------------------- | --------------- | ---------- | --- |
| 20                     | Arthur Szwarc   | 2,07       | O   |
| 21                     | Jackson Howe    | 1,95       | C   |
| 22                     | Steven Marshall | 1,93       | LB  |
| 24                     | Mathias Elser   | 1,98       | P   |
| Técnico: Ben Josephson |                 |            |     |

### China
A seguir a lista dos atletas chineses convocados para o Campeonato Mundial de Voleibol Masculino de 2022.
| N.º | Jogador        | Altura (m) | Pos |
| --- | -------------- | ---------- | --- |
| 1   | Dai Qingyao    | 2,05       | O   |
| 4   | Yang Yiming    | 1,86       | LB  |
| 5   | Zhang Binglong | 1,97       | P   |
| 6   | Yu Yuantai     | 1,83       | P   |
| 7   | Yu Yaochen     | 1,95       | L   |

| N.º | Jogador       | Altura (m) | Pos |
| --- | ------------- | ---------- | --- |
| 8   | Yang Tianyuan | 1,80       | LB  |
| 9   | Li Yongzhen   | 2,00       | C   |
| 10  | Liu Meng      | 1,95       | L   |
| 12  | Zhang Zhejia  | 2,11       | C   |
| 15  | Peng Shikun   | 2,10       | C   |

| N.º               | Jogador       | Altura (m) | Pos |
| ----------------- | ------------- | ---------- | --- |
| 19                | Zhang Guanhua | 2,02       | O   |
| 21                | Miao Ruantong | 2,05       | C   |
| 22                | Zhang Jingyin | 2,07       | P   |
| 27                | Wang Bin      | 1,96       | P   |
| Técnico: Wu Sheng |               |            |     |

### Itália
A seguir a lista dos atletas italianos convocados para o Campeonato Mundial de Voleibol Masculino de 2022.
| N.º | Jogador                | Altura (m) | Pos |
| --- | ---------------------- | ---------- | --- |
| 1   | Giulio Pinali          | 1,99       | O   |
| 3   | Francesco Recine       | 1,86       | P   |
| 5   | Alessandro Michieletto | 2,11       | P   |
| 6   | Simone Giannelli       | 1,99       | L   |
| 7   | Fabio Balaso           | 1,78       | LB  |

| N.º | Jogador           | Altura (m) | Pos |
| --- | ----------------- | ---------- | --- |
| 8   | Riccardo Sbertoli | 1,85       | L   |
| 12  | Mattia Bottolo    | 1,96       | P   |
| 14  | Gianluca Galassi  | 2,01       | C   |
| 15  | Daniele Lavia     | 1,98       | P   |
| 16  | Yuri Romanò       | 2,03       | O   |

| N.º                           | Jogador            | Altura (m) | Pos |
| ----------------------------- | ------------------ | ---------- | --- |
| 17                            | Simone Anzani      | 2,03       | C   |
| 19                            | Roberto Russo      | 2,07       | C   |
| 24                            | Leonardo Scanferla | 1,84       | LB  |
| 30                            | Leandro Mosca      | 2,09       | C   |
| Técnico: Ferdinando De Giorgi |                    |            |     |

### Turquia
A seguir a lista dos atletas turcos convocados para o Campeonato Mundial de Voleibol Masculino de 2022.
| N.º | Jogador               | Altura (m) | Pos |
| --- | --------------------- | ---------- | --- |
| 3   | Metin Toy             | 2,03       | O   |
| 5   | Baturalp Burak Güngör | 1,91       | P   |
| 6   | Arda Bostan           | 1,91       | L   |
| 8   | Burutay Subaşı        | 1,94       | P   |
| 9   | Mirza Lagumdzija      | 2,07       | O   |

| N.º | Jogador          | Altura (m) | Pos |
| --- | ---------------- | ---------- | --- |
| 10  | Arslan Ekşi      | 1,99       | L   |
| 12  | Adis Lagumdzija  | 2,11       | O   |
| 14  | Faik Samet Güneş | 2,03       | C   |
| 19  | Berkay Bayraktar | 1,90       | LB  |
| 24  | Ahmet Tümer      | 2,03       | C   |

| N.º                  | Jogador         | Altura (m) | Pos |
| -------------------- | --------------- | ---------- | --- |
| 25                   | Kaan Gürbüz     | 1,99       | O   |
| 53                   | Volkan Döne     | 1,82       | LB  |
| 66                   | Doğukan Ulu     | 2,01       | C   |
| 77                   | Bedirhan Bülbül | 2,01       | C   |
| Técnico: Nedim Özbey |                 |            |     |

## Grupo F

### Argentina
A seguir a lista dos atletas argentinos convocados para o Campeonato Mundial de Voleibol Masculino de 2022.
| N.º | Jogador              | Altura (m) | Pos |
| --- | -------------------- | ---------- | --- |
| 1   | Matías Sánchez       | 1,73       | L   |
| 3   | Jan Martínez Franchi | 1,90       | P   |
| 4   | Joaquín Gallego      | 2,04       | C   |
| 7   | Facundo Conte        | 1,97       | P   |
| 8   | Agustín Loser        | 1,97       | C   |

| N.º | Jogador           | Altura (m) | Pos |
| --- | ----------------- | ---------- | --- |
| 9   | Santiago Danani   | 1,76       | LB  |
| 12  | Bruno Lima        | 1,98       | O   |
| 13  | Ezequiel Palacios | 1,98       | P   |
| 15  | Luciano De Cecco  | 1,94       | L   |
| 16  | Luciano Palonsky  | 1,98       | P   |

| N.º                     | Jogador          | Altura (m) | Pos |
| ----------------------- | ---------------- | ---------- | --- |
| 17                      | Luciano Vicentín | 1,99       | P   |
| 18                      | Martín Ramos     | 1,97       | C   |
| 22                      | Nicolás Zerba    | 2,04       | C   |
| 25                      | Pablo Kukartsev  | 2,03       | O   |
| Técnico: Marcelo Méndez |                  |            |     |

### Egito
A seguir a lista dos atletas egípcios convocados para o Campeonato Mundial de Voleibol Masculino de 2022.
| N.º | Jogador                     | Altura (m) | Pos |
| --- | --------------------------- | ---------- | --- |
| 1   | Ahmed El Sayed              | 1,84       | L   |
| 5   | Abdelrahman Seoudy          | 2,07       | C   |
| 6   | Mohamed Hassan              | 1,93       | LB  |
| 8   | Abdelrahman Elhossiny Eissa | 1,86       | P   |
| 10  | Mohamed Masoud              | 2,11       | C   |

| N.º | Jogador           | Altura (m) | Pos |
| --- | ----------------- | ---------- | --- |
| 11  | Mohamed Noureldin | 1,85       | LB  |
| 12  | Hossam Abdalla    | 2,03       | L   |
| 13  | Mohamed Khater    | 2,02       | C   |
| 15  | Ahmed Elkotb      | 2,02       | O   |
| 17  | Reda Haikal       | 1,98       | O   |

| N.º                       | Jogador               | Altura (m) | Pos |
| ------------------------- | --------------------- | ---------- | --- |
| 18                        | Ahmed Shafik          | 1,90       | P   |
| 22                        | Mohamed Moustafa Issa | 1,97       | P   |
| 23                        | Ahmed Omar            | 1,96       | P   |
| 25                        | Mohamed Magdi Ali     | 1,98       | C   |
| Técnico: Hassan Elhossary |                       |            |     |

### Irã
A seguir a lista dos atletas iranianos convocados para o Campeonato Mundial de Voleibol Masculino de 2022.
| N.º | Jogador                   | Altura (m) | Pos |
| --- | ------------------------- | ---------- | --- |
| 1   | Mahdi Jelveh              | 2,08       | C   |
| 2   | Milad Ebadipour           | 1,96       | P   |
| 5   | Amir Hossein Toukhteh     | 2,04       | C   |
| 7   | Shahrooz Homayonfarmanesh | 1,95       | P   |
| 8   | Mohammad Reza Hazratpour  | 1,83       | LB  |

| N.º | Jogador                | Altura (m) | Pos |
| --- | ---------------------- | ---------- | --- |
| 9   | Mohammadreza Moazzen   | 1,75       | LB  |
| 11  | Saber Kazemi           | 2,05       | O   |
| 12  | Amir Hossein Esfandiar | 2,10       | P   |
| 14  | Mohammad Javad         | 2,00       | P   |
| 15  | Aliasghar Mojarad      | 2,06       | C   |

| N.º                    | Jogador             | Altura (m) | Pos |
| ---------------------- | ------------------- | ---------- | --- |
| 17                     | Amin Esmaeilnezhad  | 2,03       | O   |
| 18                     | Mohammad Taher Vadi | 1,94       | L   |
| 24                     | Javad Karimi        | 2,04       | L   |
| 49                     | Morteza Sharifi     | 1,93       | P   |
| Técnico: Behrouz Ataei |                     |            |     |

### Países Baixos
A seguir a lista dos atletas neerlandeses convocados para o Campeonato Mundial de Voleibol Masculino de 2022.
| N.º | Jogador              | Altura (m) | Pos |
| --- | -------------------- | ---------- | --- |
| 2   | Wessel Keemink       | 1,98       | L   |
| 3   | Maarten van Garderen | 2,00       | P   |
| 4   | Thijs ter Horst      | 2,05       | P   |
| 5   | Luuc Van Der Ent     | 2,08       | C   |
| 7   | Gijs Jorna           | 1,97       | P   |

| N.º | Jogador          | Altura (m) | Pos |
| --- | ---------------- | ---------- | --- |
| 8   | Fabian Plak      | 1,97       | C   |
| 12  | Bennie Tuinstra  | 2,00       | P   |
| 13  | Mats Bleeker     | 1,80       | LB  |
| 14  | Nimir Abdel-Aziz | 2,02       | O   |
| 16  | Wouter ter Maat  | 2,00       | O   |

| N.º                     | Jogador           | Altura (m) | Pos |
| ----------------------- | ----------------- | ---------- | --- |
| 17                      | Michael Parkinson | 2,03       | C   |
| 18                      | Robbert Andringa  | 1,92       | LB  |
| 19                      | Freek de Weijer   | 1,92       | L   |
| 22                      | Twan Wiltenburg   | 2,04       | C   |
| Técnico: Roberto Piazza |                   |            |     |